# Laura Bechtolsheimer
Laura Bechtolsheimer (Magonza, 31 gennaio 1985) è una cavallerizza tedesca naturalizzata britannica.
Dal matrimonio con il giocatore di polo Mark Tomlinson, avvenuto nel marzo 2013 in Svizzera, è anche nota come Laura Tomlinson.
Ha vinto due medaglie olimpiche nell'equitazione, entrambe alle Olimpiadi 2012 svoltesi a Londra. In particolare ha vinto una medaglia d'oro nella specialità del dressage a squadre e una medaglia di bronzo nel dressage individuale.
Ha partecipato anche alle Olimpiadi 2008.
Nel corso delle sue partecipazioni ai campionati mondiali di dressage ha conquistato tre medaglie d'argento, tutte nel 2010.